# Сейсмічні хвилі

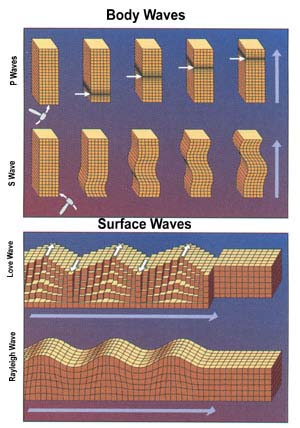
Хвилі у тілі і поверхневі хвилі

Розповсюдження сейсмічних хвиль крізь шари планети Земля

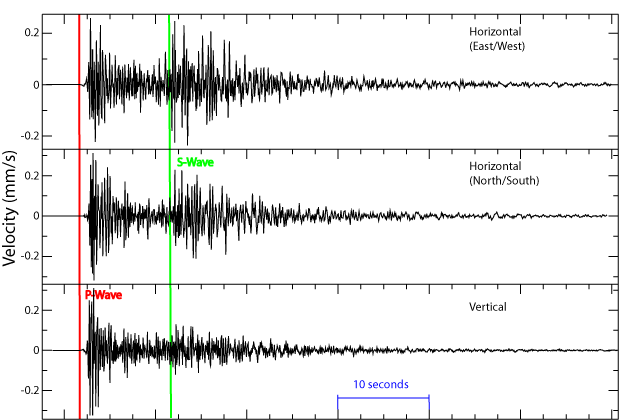
P-хвилі і S-хвилі на показах сейсмографа

Ілюстрація розповсюдження S-хвиль

Сейсмічні хвилі (англ. seismic waves; нім. seismische Wellen) — пружні хвилі, що виникають у земній корі і мантії Землі внаслідок землетрусів, вибухів і ударів і поширюються в гірських породах у вигляді згасаючих коливань.

## Загальна характеристика
Частотний діапазон сейсмічних хвиль від 0,0001 до 100 Гц. Поблизу вогнищ сильних землетрусів сейсмічні хвилі мають руйнівну силу. Розрізняють поздовжні (хвилі стиску, в яких коливання частинок середовища здійснюється в напрямку сейсмічного променя) і поперечні (хвилі зсуву, коливання частинок середовища перпендикулярне сейсмічному променю) сейсмічні хвилі. Спостереження на поверхні Землі за поширенням сейсмічних хвиль дозволяє дослідити будову Землі.

## P-хвилі
P-хвилі (первинні хвилі) — поздовжні або компресійні хвилі. Звичайно їхня швидкість вдвічі більша від швидкості S-хвиль, проходити вони можуть через будь-які матеріали. У повітрі вони набирають форму звукових хвиль, відповідно, їхня швидкість дорівнює швидкості звуку. Стандартна швидкість P-хвиль 330 м/с у повітрі, 1450 м/с у воді й 5000 м/с у граніті.

## S-хвилі
S-хвилі (вторинні хвилі, хвилі зсуву) — поперечні хвилі. У них зміщення відбувається перпендикулярно до напрямку поширення. У випадку горизонтально поляризованих S-хвиль земля рухається то в одну сторону, то в іншу поперемінно. Хвилі цього типу можуть розповсюджуватися тільки у твердих тілах. Швидкість S-хвиль визначається модулем зсуву й менша, ніж швидкість P-хвиль.